# Robert Schöffthaler
Robert Schöffthaler (* 1. Juni 1882 in Wien; † 8. April 1967 ebenda) war ein österreichischer Sprinter und Hürdenläufer.
Bei den Olympischen Zwischenspielen 1906 in Athen schied er über 100 Meter und 110 Meter Hürden im Vorlauf aus.